# Dugohuljić
Dugohuljić (strmorinac vitki; Carapus acus), vrsta malenih sitnih zmijolikih morskih riba iz porodice strmorinaca (Carapidae) u redu hujovki (Ophidiiformes). 
Dugohuljić ili strmorinac vitki zlatne je ili srebrnkaste boje, maksimalno naraste 20,8 centimetara a živi u nekoj vrsti primitivne simbioze s trpom. Dan provodi u analnom traktu trpova, bez da su im na štetu ili koristi, gdje na taj način pronalazi utočište i zaštitu, dok noći izlazi van u potrazi za hranom, sitnim beskralježnjacima. 
Ovakav način života kada je domaćin bez koristi i štete od onoga kome pruža zaštitu i dom naziva se komensalizam, ali neke vrste strmorinaca nisu komensali nego nametnici koji žive u školjkašima, koraljima, moruzgvama i morskim zvjezdačama.
Druga vrsta strmorinca u Jadranu, zubati strmorinac ili strmorinac trbušasti (Echiodon dentatus) živi slobodno u moru, skrivajući se preko dana u mulju.

## Vanjske poveznice
- Dugohuljić na FishBaseu (eng.)